# Rei Higuchi
Rei Higuchi (japanska: 樋口黎), född den 28 januari 1996 i Ibaraki, Osaka, är en japansk brottare som tävlar i fristil.
Han tog OS-silver i fjädervikt i samband med de olympiska tävlingarna i brottning 2016 i Rio de Janeiro.